# Ślęzany
Ślęzany (dawniej też Ślężany lub Śleżany) – wieś w Polsce położona w województwie śląskim, w powiecie częstochowskim, w gminie Lelów.
Nazwa wsi, podobnie jak Ślężany lub młodsza nazwa Szlązaki oznaczała pierwotnie ludzi pochodzących ze Śląska.
W 1595 roku wieś położona w powiecie lelowskim województwa krakowskiego była własnością miasta Lelowa. W latach 1975–1998 miejscowość administracyjnie należała do województwa częstochowskiego.